# آلن باکلت
آلن باکلت (انگلیسی: Alain Baclet؛ زادهٔ ۲۶ مهٔ ۱۹۸۶) بازیکن فوتبال اهل فرانسه است.
از باشگاه‌هایی که در آن بازی کرده‌است می‌توان به باشگاه فوتبال لچه، باشگاه فوتبال فروزینونه، باشگاه فوتبال ارورا پرو پاتریا ۱۹۱۹، باشگاه فوتبال نووارا، باشگاه فوتبال یووه استابیا، باشگاه فوتبال ویچنزا، و باشگاه فوتبال اتلتیکو آرتزو اشاره کرد.